# Pierre Legein
Pierre Legein dit π.ro, né le 16 mai 1963 à Uccle (région de Bruxelles-Capitale), est un auteur de bande dessinée réaliste belge.

## Biographie
Pierre Legein naît le 16 mai 1963 à Uccle,,, une commune bruxelloise. Pierre Legein passe sa petite enfance au Canada et aux Pays-Bas. Il commence à étudier la médecine à 18 ans, et il suit en parallèle des cours auprès de Didier Desmit. Il étudie le journalisme pendant deux ans, il quitte l'université sans diplôme pour se consacrer entièrement au dessin. Il suit les cours d'Eddy Paape à l'académie de Saint-Gilles, où il rencontre Crisse qui le conseille et lui met le pied à l'étrier. Il commence sa carrière professionnelle par la réalisation de storyboards et de publicités. Il aborde la bande dessinée en assistant Mitacq sur le vingt-neuvième épisode de La Patrouille des Castors. Après une brève apparition dans Hello Bédé avec un court récit intitulé Leif le Viking de 5 planches sur un scénario d'Yves Duval, il prend graphiquement la suite d'Éric sur la série Dampierre sur des scénarios d'Yves Swolfs en 1994. Il réalise seul le dixième et dernier épisode de cette série publiée dans la collection « Vécu » aux éditions Glénat en 2002. Ce série figure dans la collection « Les Grands Classiques de la BD historique Vécu » aux éditions Hachette en 2019.
En 2007, il illustre Waterloo Les uniformes de l'armée française le premier tome de la série Jacques Martin présente publiée aux éditions Casterman. Pour ce même éditeur, il  participe graphiquement au dix-huitième tome de la série Les Voyages de Jhen aux côtés de Olivier Weinberg et de Yves Plateau en 2019.
En 2017, il publie 5 carnets de crayonnés qui forment la série WW2 autour de la Seconde Guerre mondiale aux éditions Point Image. À l'occasion du 75e anniversaire de la libération de la ville de Charleroi, il réalise l'affiche du festival Bulles en tête en février 2019.
En 2019, il réalise une bande dessinée qualifiée d'insolite par Charles-Louis Detournay, rédacteur en chef du site ActuaBD : La Carte - Welcome to Inn R Green, cette bande dessinée de western servant de carte au restaurant éponyme.
En 2021, il adapte en bande dessinée le roman historique Le Lit d'Aliénor de l'écrivaine Mireille Calmel, le premier tome Duchesse d'Aquitaine paraît aux éditions XO et le second Reine de France arrive en librairie en janvier 2023. À l'occasion la commémoration des 85 ans de l'opération Dynamo, il illustre le 10e tome de la série Les Reportages de Lefranc intitulé : Dunkerque 1940, publié aux éditions Casterman en 2025.
En outre, Pierre Legein prend part à l'album collectif Spa-Francorchamps, réalisé à l'occasion du centenaire du circuit automobile aux éditions Point Image en 2021. L'année suivante, c'est un carnet d'illustrations Spa-Francorchamps Motos qui paraît chez le même éditeur. Il publie également deux recueils de dessins : Automobile de charme (2007) et Automobile française de charme (2018) toujours aux éditions Point Image.
En 2023, il demeure à Schaerbeek, une commune bruxelloise.

## Œuvres

### Albums de bande dessinée
La Patrouille des Castors
- 29. Torrents sur Mesin[14], Dupuis, Marcinelle, décembre 1990
Scénario : Marc Wasterlain et Jacques Stoquart - Dessin : Mitacq - Couleurs : quadrichromie -  (ISBN 2-8001-1794-X),Décors : Pierre Legein.

#### Dampierre
- 4. Le Complot de Laval, Glénat, coll. « Vécu », Grenoble, août 1994
Scénario : Yves Swolfs - Dessin : Pierre Legein - Couleurs : Bertrand Denoulet -  (ISBN 2-7234-1704-2)
- 5. Le Cortège maudit, Glénat, coll. « Vécu », Grenoble, septembre 1995
Scénario : Yves Swolfs - Dessin : Pierre Legein - Couleurs : Bertrand Denoulet -  (ISBN 2-7234-1883-9)
- 6. Le Captif, Glénat, coll. « Vécu », Grenoble, octobre 1996
Scénario : Yves Swolfs - Dessin : Pierre Legein - Couleurs : Bertrand Denoulet -  (ISBN 2-7234-2155-4)
- 7. Les Enfants de la terreur, Glénat, coll. « Vécu », Grenoble, mai 1998
Scénario : Yves Swolfs - Dessin : Pierre Legein - Couleurs : Bertrand Denoulet -  (ISBN 2-7234-2409-X)
- 8. Le Trésor de Guyonnière[15], Glénat, coll. « Vécu », Grenoble, janvier 2000
Scénario : Yves Swolfs - Dessin : Pierre Legein - Couleurs : Bertrand Denoulet -  (ISBN 2-7234-2778-1)
- 9. Point de pardon pour les fi d'garces[16] !, Glénat, coll. « Vécu », Grenoble, juin 2001
Scénario : Yves Swolfs - Dessin : Pierre Legein - Couleurs : Marie-Noëlle Bastin -  (ISBN 2-7234-3258-0)
- 10. L'Or de la Corporation, Glénat, coll. « Vécu », Grenoble, septembre 2002
Scénario et dessin : Pierre Legein - Couleurs : Marie-Noëlle Bastin -  (ISBN 2-7234-3673-X)

Jacques Martin présente
- 1. Waterloo Les uniformes de l'armée française[5],[17], Casterman, Bruxelles, août 2007
Scénario : Jacques Martin - Dessin : Pierre Legein - Couleurs : quadrichromie -  (ISBN 9782203307032)

#### WW2
- 1. German Vehicles, Point Image, Bruxelles, février 2017
Scénario, dessin et couleurs : Pierre Legein,format A5. Tirage limité à 1 000 exemplaires. Album signé.
- 2. U.S. Vehicles, Point Image, Bruxelles, février 2017
Scénario, dessin et couleurs : Pierre Legein,format A5. Tirage limité à 1 000 exemplaires. Album signé.
- 3. Bastogne, Point Image, Bruxelles, février 2017
Scénario, dessin et couleurs : Pierre Legein -  (ISBN 978-2-930460-49-9),format A5. Tirage limité à 1 000 exemplaires. Album signé.
- 4. Kpachar Apmnr, Point Image, Bruxelles, février 2017
Scénario, dessin et couleurs : Pierre Legein -  (ISBN 978-2-930460-47-5),format A5. Tirage limité à 1 000 exemplaires. Album signé.
- 5. Airborne, Point Image, Bruxelles, février 2017
Scénario, dessin et couleurs : Pierre Legein,format A5. Tirage limité à 1 000 exemplaires. Album signé.

#### Les Voyages de Jhen
- 18. Le Château de Malbrouck[18], Casterman, Bruxelles, 1 mai 2019
Scénario : Jean-François Patricola, Marc Houver - Dessin : Olivier Weinberg, Pierre Legein, Yves Plateau - Couleurs : Emmanuel Bonnet -  (ISBN 978-2-203-17254-8),Grand format.

#### La Carte - Welcome to Inn R Green
- La Carte - Welcome to Inn R Green[10], Auto-édition, Bruxelles, octobre 2019
Scénario, dessin et couleurs : Pierre Legein,Format à l'italienne.

#### Le Lit d'Aliénor
- 1. Duchesse d'Aquitaine[19],[20], Grrr...Art Éditions / XO éditions, 21 octobre 2021
Scénario : Mireille Calmel - Dessin : Pierre Legein - Couleurs : Pascal Nino -  (ISBN 978-2-374-48230-9)
- 2. Reine de France, Grrr...Art Éditions / XO Éditions, 26 janvier 2023
Scénario : Mireille Calmel - Dessin : Pierre Legein - Couleurs : Pascal Nino -  (ISBN 978-2-374-48433-4)
- 3. Jeu de dupes, Grrr...Art Éditions / XO Éditions, 23 mai 2024
Scénario : Mireille Calmel - Dessin : Pierre Legein - Couleurs : Pascal Nino -  (ISBN 978-2-374-48577-5)

#### Les Reportages de Lefranc
- 10. Dunkerque 1940[21], Casterman, Bruxelles, 4 juin 2025
Scénario : Patrick Oddone, Bruno Pruvost - Dessin : Olivier Weinberg, Pierre Legein, Yves Plateau - Couleurs : Emmanuel Bonnet -  (ISBN 978-2-203-28585-9)

### Collectifs
- Spa-Francorchamps[12], Point Image, Bruxelles, août 2021
Scénario : collectif - Dessin : collectif dont Pierre Legein -  (ISBN 2-930460-44-X),Format à l'italienne.
- Spa-Francorchamps Motos, Point Image, Bruxelles, août 2022
Scénario : collectif - Dessin : collectif dont Pierre Legein - Couleurs : quadrichromie,Carnet d'illustrations, format A5 à l'italienne, 60 pages.

### Recueil de dessins
- Automobile de charme[22], Point Image, Bruxelles, 2007
Scénario et dessin : Pierre Legein - Couleurs : noir et blanc -  (ISBN 2-930460-05-9),Tirage limité à 650 exemplaires, format A5.
- Automobile française de charme[23], Point Image, Bruxelles, janvier 2018
Scénario et dessin : Pierre Legein - Couleurs : noir et blanc -  (ISBN 2-930460-46-6),format A5.

### Expositions
- Pierre Legein[24], Galerie Aarnor, Spy du 11 juin au 4 juillet 2021.

## Prix et récompenses
- 1994 :  prix du meilleur premier album au festival BD Durbuy[3] pour Le Complot de Laval.

#### Livres
: document utilisé comme source pour la rédaction de cet article.
- Jacques Fiérain, « Legein, Pierre », dans La BD à Bruxelles et en Brabant, Charleroi, Éd. l'Âge d'or, avril 2003, 144 p., ill. ; 31 cm (ISBN 9782960119664 et 2960119665, OCLC 470388171, présentation en ligne), p. 91. .
- Philippe Mellot, Michel Denni, Laurent Turpin et Isabelle Morzadec, Trésors de la bande dessinée : BDM 2025-2026 - Catalogue encyclopédique et Argus, Paris, Les Arènes, novembre 2024, 24e éd., 1839 p., ill. ; 23 cm (ISBN 979-10-37512-61-1, OCLC 1478218824, présentation en ligne), p. 398, 749, 837. .

#### Périodiques
- Pierre Legein (interviewé par Marc Carlot), « Dampierre dessiné par Legein », Auracan, Graphic Strip, no 12,‎ novembre - décembre 1995, p. 41-45 (ISSN 0777-5962)
- Olivier Bailly, « Ariane le trésor au cœur de Dampierre », Vécu, Glénat, no 21,‎ mars 2000, p. 12-17.

#### Articles
- Jean Pleyers, Olivier Weinberg et Pierre Legein (interviewés par Pierre Burssens), « Entretien avec Jean Pleyers, Olivier Weinberg et Pierre Legein », Auracan,‎ 15 mai 2019 (lire en ligne, consulté le 18 mai 2023)
- Mireille Calmel et Pierre Legein (interviewés par Aline Chambras), « Mireille Calmel : "Adapter un roman en BD, c'est faire une confiance absolue au dessin" », Prologue,‎ 5 novembre 2021 (lire en ligne, consulté le 18 mai 2023).